# Anita Höfer
Anita Höfer (* 27. Februar 1944 in Stuttgart) ist eine deutsche Schauspielerin und Synchronsprecherin.

## Leben und Wirken
Anita Höfer drehte im Alter von 17 Jahren an der Seite von Loni von Friedl, Helmut Käutner, Gert Fröbe, Christine Kaufmann, Senta Berger, Barbara Rütting, Christian Wolff, Götz George und anderen ihre ersten Filme. Für die Rolle der Maria Rohrbach in dem Film Der Fall Maria Rohrbach (1963) erhielt die sehr junge Schauspielerin äußerst positive Kritiken. An der Seite von Armin Mueller-Stahl, Elisabeth Trissenaar und Gerd Baltus wirkte sie 1985 in dem  Oscar-nominierten Kriegsfilm Bittere Ernte mit. Für die Fernsehkrimiserie Der Kommissar hatte  Anita Höfer in drei Folgen (11, 71, 77) sowie in der Fernsehkrimiserie Derrick in zwei Folgen (83, 98) und in Polizeiinspektion 1 in drei Episoden (9, 43. 76) kleinere Rollen erhalten. Trotz ihrer Mitwirkung in vielen Film- und Fernsehrollen blieb der Künstlerin die ganz große Film- und Fernsehkarriere versagt.
1999 spielte sie in dem Fernsehfilm Der Voyeur ihre bisher letzte Rolle als Gretchen Hunter. Anita Höfer ist als Synchronsprecherin tätig. In der 13-teiligen ZDF-Zeichentrickserie Sauerkraut von Helme Heine übernahm sie die Rolle der Frau Eberle und in der Zeichentrickserie Mumins sprach sie die Mumin-mama.

## Filmografie (Auswahl)
- 1961: Via Mala
- 1961: Schwarzer Kies
- 1961: La fille du torrent
- 1961: Mörderspiel
- 1961: Zu jung für die Liebe?
- 1962: Frauenarzt Dr. Sibelius
- 1962: Der Vogelhändler
- 1962: Ich bin auch nur eine Frau
- 1963: Der Fall Rohrbach
- 1963: Hafenpolizei (Krimiserie; Episode: Der Strandkorbdieb)
- 1964: Ein Frauenarzt klagt an
- 1964: Aktion Brieftaube – Schicksale im geteilten Berlin (Fernsehfilm)
- 1965: Lage hoffnungslos – aber nicht ernst (Situation Hopeless… But Not Serious)
- 1965: Das Mädel aus dem Böhmerwald
- 1966: Der Kongreß amüsiert sich
- 1967: Mittsommernacht
- 1968: Der Tod des Handlungsreisenden
- 1968: Bel Ami
- 1968: Einer fehlt beim Kurkonzert
- 1969: Der Kommissar (Fernsehserie) – Die Schrecklichen
- 1970: Dem Täter auf der Spur (Fernsehserie) – Froschmänner
- 1971: Kein Geldschrank geht von selber auf
- 1972: Unsere heile Welt (Fernsehserie)
- 1974: Der Kommissar (Fernsehserie) – Ohne auf Wiedersehen zu sagen
- 1976: Inspektion Lauenstadt (Fernsehserie) – Erster Klasse nach Lauenstadt
- 1977: Polizeiinspektion 1 (Fernsehserie) – Die Nacht mit Lasseck
- 1981: Derrick (Fernsehserie) – Die Schwester
- 1981: Polizeiinspektion 1 (Fernsehserie) – Ernste Absichten
- 1982: Derrick (Fernsehserie) – Ein unheimliches Erlebnis
- 1984: Polizeiinspektion 1 (Fernsehserie) – Ein Hauch von Kultur
- 1985: Bittere Ernte
- 1991–1992: Knastmusik (32 Folgen)
- 1992: Lilli Lottofee (Fernsehserie)
- 1999: Der Voyeur

## Synchronrollen (Auswahl)

### Filme
- 1992: Brenda Fricker als Taubenfrau in Kevin – Allein in New York
- 1994: Weihnachten mit Willy Wuff
- 2000: Mona Seilitz als Prillan in Neues von Pettersson und Findus
- 2002: Kathleen Fee als Madame Karavsky in Sherlock Holmes – Der Vampir von Whitechapel
- 2005: Mona Seilitz als Prillan in Morgen, Findus, wird’s was geben
- 2011: Maggie Smith als Lady Bluebury / Gräfin Blaublut in Gnomeo und Julia
- 2012: Youko Matsuoka als Alvida in One Piece: Episode of Ruffy
- 2013: Ako Mayama als Cocolo in One Piece: Episode of Merry

### Serien
- 1984: als Rote Schachkönigin in Alice im Wunderland
- 1992: als Frau Eberle in Sauerkraut
- 2000: als Prillan in Pettersson und Findus
- seit 2003: Youko Matsuoka/Ako Mayama als Alvida mit der Eisenkeule/Cocolo in One Piece
- 2012: als Oma Stotch in South Park
- 2021: Marcia Jean Kurtz als Edna Brimley in The Blacklist